# Tilla von Praun
Tilla von Praun, eigentlich Carla Amalie Mathilde von Praun, geb. Ritter, (* 26. Juli 1877 in Braunschweig; † 3. Dezember 1962 ebenda) war eine deutsche Sozialreformerin und DVP-Politikerin.

## Leben
Tilla Ritter war die Tochter eines Zuckerraffineriedirektors. Sie heiratete 1898 den Braunschweiger Amtsgerichtsrat Ferdinand II. von Praun. Aus der Ehe gingen drei Söhne und eine Tochter hervor. Sie wurde 1898 Mitglied des Vaterländischen Frauenvereins. Von Praun bekleidete seit 1908 verschiedene Ehrenämter in Wohltätigkeitsorganisationen und Frauenverbänden. In Braunschweig und Wolfenbüttel war sie in der Gefangenenfürsorge tätig. Während des Ersten Weltkriegs leitete sie über viereinhalb Jahre die Braunschweiger Sammelstelle des Roten Kreuzes. Von 1917 bis 1925 war sie Leiterin des Schwestern- und Krankenhauses vom Roten Kreuz in Braunschweig. Sie war als einzige Frau Mitglied des Verwaltungsrates der Neu-Erkeröder Anstalten bis zu dessen Auflösung im Jahre 1944. Von Praun war von 1924 bis 1933 für die DVP Mitglied des Braunschweigischen Landtags, seit 1931 gehörte sie der Stadtverordnetenversammlung an. Ab 1926 war von Praun im Landesvorstand des Evangelischen Bundes aktiv, wo sie sich mit Konkordatsfragen befasste. Nach der Machtergreifung der Nationalsozialisten stand sie auf einer Schwarzen Liste der NSDAP. Sie verließ ihre Braunschweiger Wohnung und stand bis 1945 unter Aufsicht durch die Gestapo.
Nach dem Ende des Zweiten Weltkriegs gründete sie 1945 die Arbeitsgemeinschaft Braunschweiger Frauenverbände, die sie bis 1956 leitete. Im Alter von 82 Jahren gründete sie 1959 die Braunschweiger Zweigniederlassung der Deutsch-Indischen Gesellschaft, der sie noch ein Jahr vorstand.

## Ehrungen
Von Praun erhielt 1915 die Rote Kreuz-Medaille III. Klasse, 1918 das Braunschweiger Kriegsverdienstkreuz für Frauen sowie die Rote Kreuz-Medaille II. Klasse und 1962 das Bundesverdienstkreuz am Bande. Im Braunschweiger Stadtteil Broitzem wurde die Tilla-von-Praun-Straße nach ihr benannt.